# Devonportincidenten
Devonportincidenten var en medicinsk incident i mars 1972 på ett sjukhus, Evans Medica, i Devonport i brittiska Plymouth. Den ledde till att fem personer avled. Incidenten ledde till att en statlig utredning genomfördes och där man identifierade flera säkerhetsrisker, från produktionen till varan som användes på sjukhus. Incidenten används som ett varnande exempel vid GMP-undervisning.

## Händelseförlopp
År 1971 laddades ett parti flaskor med dextros-dropp för att steriliseras i en autoklav. Totalt rörde det sig om femhundra flaskor. Autoklaven var defekt, så endast de två översta hyllorna i den blev tillräckligt uppvärmda för att sterilisera flaskorna. När stickprov gjordes togs enbart flaskor från dessa hyllor, och man upptäckte inte att de nedre hyllornas flaskor fortfarande innehöll levande bakterier.
Först i mars 1972, 11 månader senare, började man att använda defekta flaskor på sjukhuset i Devonport. Då hade överlevande bakterier förökat sig i sockerlösningen så att denna blev väldigt toxisk. Både de toxiska och de sterila flaskorna tillhörde samma parti, vilket gjorde att det var väldigt svårt att se skillnad på dem. Enda skillnaden var att de toxiskas aluminiumkork fortfarande var glänsande då de inte hade hettats upp tillräckligt.
Användningen av toxiska flaskor på sjukhuset resulterade i att fem patienter där avled, innan partiet stoppades. 

## Resultat
Efter incidenten startades en statlig utredning som upptäckte flera brister i produktion, transporter och förvaring. Bland annat hade personalen inte tillräcklig utbildning för det de gjorde vid produktionen. De förbättringar som gjordes efter utredningen är fortfarande i bruk, och incidenten används årligen som ett varnande exempel vid Good Manufacturing Practice-utbildningar.